# Azio Corghi
Azio Corghi (Cirié, 9 marzo 1937 – Guidizzolo, 17 novembre 2022) è stato un compositore e musicologo italiano.

## Biografia
Figlio del caricaturista Alvaro Corghi, compì gli studi musicali al conservatorio di Torino e a Milano sotto la guida di Bruno Bettinelli, diplomandosi in pianoforte, composizione, musica corale e direzione di coro, direzione d'orchestra e composizione polifonica vocale. Fu docente ai conservatori di Parma, Torino e Milano e dal 1995 al 2007 titolare della cattedra di perfezionamento in composizione presso l'Accademia nazionale di Santa Cecilia a Roma; in seguito fu docente nei corsi di perfezionamento in composizione all'Accademia Chigiana di Siena, all'Accademia Filarmonica di Bologna e all'Accademia Lorenzo Perosi di Biella. Fu inoltre protagonista di alcune masterclass presso le università americane di Berkeley e Cincinnati.
Come musicologo curò numerose revisioni di opere del passato, tra cui l'opera L'Italiana in Algeri di Gioachino Rossini e vari lavori di Antonio Vivaldi.
Nel 1994 fu nominato Accademico di Santa Cecilia.
Corghi ricevette numerosi riconoscimenti internazionali per il suo lavori, tra cui il primo premio del concorso "Ricordi-RAI" nel 1966, il premio "Janni Psacaropulo" della critica musicale torinese nel 1985, il Premio Positano Léonide Massine e il premio "L'ulivo d'oro" nel 1990, il premio S.I.A.E. per la Lirica nel 1992, il premio "Bindo Missiroli" della città di Bergamo nel 1998.
Si è spento a Guidizzolo il 17 novembre 2022.
Tra i suoi studenti si ricordano Antonello Allemandi, Sonia Bo, Mauro Bonifacio, Paolo Cavallone, Silvia Colasanti, Alberto Colla, Girolamo Deraco, Ludovico Einaudi, Ivan Fedele, Daniele Gatti, Luca Francesconi, Fabio Mengozzi, Vito Palumbo, Enrico Blatti, Marco Stroppa e molti altri.

## La musica
Nonostante le sue opere mature, quelle che gli hanno dato notorietà e apprezzamento internazionale, siano datate a partire dagli anni ottanta, le prime opere edite di Corghi risalgono al 1963; ha composto opere teatrali, balletti, musica elettronica, lavori sinfonici, corali e cameristici, che vengono eseguiti in teatri, festival e sale da concerto internazionali; di particolare rilievo la sua produzione operistica, che comprende anche lavori scritti in collaborazione con lo scrittore portoghese José Saramago, tra cui Blimunda, Divara - Wasser und Blut, che ebbe la prima assoluta a Münster il 31 ottobre 1993, e il più recente Il dissoluto assolto (2005), rappresentato al Teatro alla Scala.
La musica di Azio Corghi si rifiuta di sottostare ad alcun dogma linguistico, inclusi quelli delle avanguardie ufficiali, dalle quali però non rifiuta di prendere a prestito alcuni particolari tecnici e discorsivi. Corghi è musicista che ama la "contaminazione", e spesso ha basato i suoi lavori su opere del passato (...fero dolore da Monteverdi, Un petit train de plaisir da Rossini, La cetra appesa da Verdi, Il dissoluto assolto da Mozart, eccetera).

## Composizioni

### Opere teatrali e balletti
- Gargantua (1984), opera lirica in due atti, libretto di Augusto Frassinetti da François Rabelais al Teatro Regio di Torino diretta da Donato Renzetti con Nuccia Focile
- Mazapegul (1985), balletto per ottetto vocale e oboe
- Blimunda (1990), opera lirica in 3 atti tratta dal Memoriale del convento di José Saramago al Teatro Lirico di Milano per il Teatro alla Scala con Moni Ovadia e i Swingle Singers diretti da Zoltán Peskó
- Un petit train de plaisir (1991), balletto dai Péchés de vieillesse di Gioachino Rossini
- Divara ("Wasser und Blut") (1993), dramma musicale in 3 atti dal dramma teatrale In nomine Dei di José Saramago
- Isabella (1996), teen-opera da L'Italiana in Algeri di Gioachino Rossini
- Rinaldo & C. (1997), Baroccopera da Rinaldo di Georg Friedrich Händel nel Teatro Massimo Vincenzo Bellini di Catania con Valentina Valente, Carmela Remigio, Federica Bragaglia e gli Swingle Singers.
- Tat'jana (2000), dramma lirico da Tat'jana Repina di Anton Čechov al Teatro alla Scala di Milano per la regia di Luca Ronconi con Gianni Mantesi e i Swingle Singers
- Sen'ja (2002), dramma lirico da Sulla strada maestra di Anton Čechov
- ¿Pia?, libretto di Azio Corghi da Il dialogo nella palude di Marguerite Yourcenar (2004)
- Il dissoluto assolto (2005), atto unico su libretto di Azio Corghi e José Saramago
- Giocasta (2008), tragedia lirica su testo di Maddalena Mazzocut-Mis[3]

### Musica sinfonica
- ...in fieri (1968) per orchestra
- Alternanze (1970) per orchestra
- Il pungolo di un amore (1990), concerto per oboe e archi
- La cetra appesa (1994), cantata su temi popolari verdiani per soprano, voce recitante, coro e orchestra, testi di Attilio Bertolucci, Salvatore Quasimodo, Temistocle Solera e Salmi della Bibbia
- La morte di Lazzaro (1995), cantata drammatica per voce recitante, coro misto, coro di voci bianche, ottoni e percussioni su testo di José Saramago
- Rapsodia in Re (D) (1998) per orchestra
- Amori incrociati (2000) per due voci recitanti e orchestra, dal Decameron di Giovanni Boccaccio nella traduzione in italiano contemporaneo di Aldo Busi.
- Cruci-Verba (2001) per voce recitante e orchestra, da Il Vangelo secondo Gesù di José Saramago
- De paz e de guerra (2002) per coro e orchestra su testo di José Saramago
- "Fero Dolore" (2005) dal Pianto della Madonna sopra il Lamento d'Arianna di Claudio Monteverdi. Cantata drammatica per Voce femminile, Viola solista, Percussione e archi. Dedicato a Anna Serova.

### Musica da camera
- Ricordando te, lontano (1963) per soprano e pianoforte, testi di G. Ungaretti, A. Bertolucci e S. Aleramo
- Stereofonie x 4 (1967) per flauto, violoncello, organo e percussione
- Actus I (1975) per dieci strumenti a fiato
- Actus II (1976) per viola e pianoforte
- Intermedi e Canzoni (1986) per trombone solo
- Chiardiluna (1987) per flauto e chitarra
- ...promenade (1989) per flauto, clarinetto, violino e violoncello
- animi motus (1994) per quartetto d'archi ed elettronica
- ... ça ira! (1996), studio da concerto per pianoforte
- a 'nsunnari... (1998) per soprano, flauto, clarinetto, chitarra, violino e violoncello
- Syncopations (2006) per violino solo, brano d'obbligo per il Premio Paganini del 2006
- "Tang'Jok-Her" (2008) per viola sola. dedicato ad Anna Serova
- "Recitazione sognante" (2016) per chitarra sola dedicato a Simone Onnis
- Redobles y Consonancias per La Soñada (chitarra a 11 corde) dedicato a Christian Lavernier del 2018